# Campeonato Asiático de Atletismo de 2023 - 400 m feminino
A prova dos 400 metros feminino do Campeonato Asiático de Atletismo de 2023 foi disputada nos dias 12 e 13 de julho de 2023, no Estádio Nacional, em Banguecoque, na Tailândia.

## Recordes
Antes desta competição, os recordes mundiais e do campeonato nesta prova eram os seguintes:
|                       | Nome               | Nacionalidade     | Tempo  | Local    | Data                 |
| --------------------- | ------------------ | ----------------- | ------ | -------- | -------------------- |
| Recorde mundial       | Marita Koch        | Alemanha Oriental | 47s 60 | Camberra | 6 de outubro de 1985 |
| Recorde do campeonato | Damayanthi Dharsha | Sri Lanka         | 51s 05 | Jacarta  | 2000                 |
| Recorde asiático      | Salwa Eid Naser    | Bahrein           | 48s 14 | Doha     | 3 de outubro de 2019 |

## Medalhistas
| Ouro                      | Prata                 | Bronze                 |
| Nadeesha Ramanayake (SRI) | Farida Soliyeva (UZB) | Aishwarya Mishra (IND) |

## Cronograma
Todos os horários são locais (UTC+7)
| Data        | Hora  | Evento  |
| ----------- | ----- | ------- |
| 12 de julho | 18:20 | Bateria |
| 13 de julho | 18:10 | Final   |

## Resultados

### Bateria
Qualificação: 2 atletas de cada bateria  (Q) mais os  2 melhores qualificados (q).
| Posição | Bateria | Atleta                  | Nacionalidade | Tempo | Notas           |
| ------- | ------- | ----------------------- | ------------- | ----- | --------------- |
| 1       | 1       | Nadeesha Ramanayake     | Sri Lanka     | 53.06 | Q               |
| 2       | 3       | Farida Soliyeva         | Uzbequistão   | 53.49 | Q               |
| 3       | 2       | Aishwarya Mishra        | Índia         | 53.58 | Q               |
| 4       | 1       | Laylo Allaberganova     | Uzbequistão   | 53.65 | Q,              |
| 5       | 3       | Haruna Kuboyama         | Japão         | 53.95 | Q               |
| 6       | 1       | Nanako Matsumoto        | Japão         | 53.98 | q               |
| 7       | 3       | Alexandra Zalyubovskaya | Cazaquistão   | 54.66 | q'              |
| 8       | 1       | Hoàng Thị Minh Hành     | Vietname      | 54.70 | Recorde pessoal |
| 9       | 3       | Benny Nonthaman         | Tailândia     | 56.23 |                 |
| 10      | 2       | Jane Christa Ming       | Hong Kong     | 56.64 | Q               |
| 11      | 2       | Arisa Weruwanarak       | Tailândia     | 56.78 |                 |
| 12      | 2       | Aliya Boshnak           | Jordânia      | 57.22 |                 |
| 13      | 3       | Pui Kwan Tang           | Hong Kong     | 57.56 |                 |
| 14      | 1       | Solongo Batbold         | Mongólia      | 57.62 | Recorde pessoal |
| 15      | 3       | Thị Anh Thúc Hoàng      | Vietname      | 57.89 |                 |
| 16      | 1       | Hawwa Muzna Faiz        | Maldivas      | 58.49 |                 |
| 17      | 2       | Ziva Moosa              | Maldivas      | 58.55 | Recorde pessoal |
| 99      | 1       | Maureen Schrijvers      | Filipinas     | DQ    | R17.3.1         |
| 99      | 2       | Elina Mikhina           | Cazaquistão   | DSQ   |                 |

### Final
A final ocorreu no dia 13 de julho às 18:10.
| Posição           | Raia | Atleta                  | Nacionalidade | Tempo | Notas           |
| ----------------- | ---- | ----------------------- | ------------- | ----- | --------------- |
| Medalha de ouro   | 5    | Nadeesha Ramanayake     | Sri Lanka     | 52.61 | Recorde pessoal |
| Medalha de prata  | 4    | Farida Soliyeva         | Uzbequistão   | 52.95 | Recorde pessoal |
| Medalha de bronze | 3    | Aishwarya Mishra        | Índia         | 53.07 |                 |
| 4                 | 8    | Haruna Kuboyama         | Japão         | 53.80 |                 |
| 5                 | 1    | Nanako Matsumoto        | Japão         | 53.89 |                 |
| 6                 | 2    | Alexandra Zalyubovskaya | Cazaquistão   | 54.54 |                 |
| 7                 | 6    | Laylo Allaberganova     | Uzbequistão   | 54.61 |                 |
| 8                 | 7    | Jane Christa Ming       | Hong Kong     | 56.12 |                 |

Legenda
| Recorde mundial       | Recorde mundial (World record)               |                       | Recorde africano                      | Recorde africano (African) |                                           | Q | Classificado por posição (Qualified) |
| Recorde do campeonato | Recorde do campeonato (Championship record)  | Recorde da América    | Recorde da América (Americas)         | q                          | Classificado por melhor tempo (Qualified) |   |                                      |
| Melhor marca do ano   | Melhor marca do ano (World leading)          | Recorde asiático      | Recorde asiático (Asian)              | DNS                        | Não largou (Did not start)                |   |                                      |
| Recorde nacional      | Recorde nacional (National record)           | Recorde europeu       | Recorde europeu (European)            | DNF                        | Não terminou (Did not finish)             |   |                                      |
| Recorde pessoal       | Recorde pessoal do atleta (Personal best)    | Recorde da Oceania    | Recorde da Oceania (Oceania)          | DSQ / DQ                   | Desclassificado (Disqualified)            |   |                                      |
| Recorde da temporada  | Recorde da temporada do atleta (Season best) | Recorde sul-americano | Recorde sul-americano (South America) | NM                         | Sem marca (No mark)                       |   |                                      |